# Marta Bosquet
Pour les articles homonymes, voir Bosquet (homonymie).
Marta Bosquet Aznar, née le 16 avril 1969, est une femme politique espagnole, membre de Ciudadanos.
Elle est présidente du Parlement d'Andalousie entre le 27 décembre 2018 et le 14 juillet 2022.

## Biographie

### Études et profession
Née à Almería, Bosquet est licenciée en droit de l'université de Grenade en 1994. Elle a travaillé au sein d'un cabinet d'avocats jusqu'en 1998, année où elle ouvre son propre cabinet juridique en droit du travail et comptable, qu'elle a maintenu jusqu'en 2015. Au cours des années universitaires 1999-2000 et 2000-2001, elle a donné des cours de droit pénal au centre d'études universitaires d'Almería, dépendant de l'université de Grenade. Elle a également été intervenante dans plusieurs universités d'été de l'université d'Almería.

### Députée régionale
Affiliée au parti Ciudadanos depuis 2014, elle décide en janvier 2015 de concourir aux primaires visant à désigner le candidat tête de liste du parti dans la circonscription d'Almería en vue des élections andalouses du mois de mars suivant. Sa liste remporte un des 12 mandats en jeu.
Après sa prise de fonctions comme députée, elle est nommée porte-parole adjointe du groupe Ciudadanos au Parlement d'Andalousie et porte-parole aux commissions de l’Emploi, de l’Entreprise et du Commerce, de l’Agriculture, de la Pêche et du Développement rural.
En janvier 2017, elle intègre la direction nationale du parti, en devenant responsable des domaines du handicap et de la dépendance.
Le 2 décembre 2018, elle est réélue au Parlement andalou.

### Présidente du Parlement d'Andalousie
La nouvelle majorité de droite formé du Parti populaire, de Ciudadanos et de Vox — qui totalise 59 sièges contre 50 à la gauche — parvient à un accord qui permet à Marta Bosquet d'être élue à la présidence du Parlement andalou le 27 décembre 2018.
Lors des élections du 19 juin 2022, Ciudadanos perd tous ses sièges, ce qui met fin au mandat de Marta Bosquet.